# Mordella teapensis
Mordella teapensis es una especie de coleóptero de la familia Mordellidae.

## Distribución geográfica
Habita en México.